# Delage Type AM
Der Delage Type AM war ein frühes Personenkraftwagenmodell der französischen Marke Delage.

## Beschreibung
Die nationale Zulassungsbehörde prüfte das Fahrzeug mit der Nummer 5118 und der Motorennummer 11007 und erteilte am 7. Mai 1914 die Genehmigung. Delage bot das Modell von 1914 bis 1918 an. Vorgänger war der Delage Type R. 
Ein Vierzylindermotor von Établissements Ballot vom Typ 4 G 4 trieb die Fahrzeuge an. Er hatte 65 mm Bohrung und 120 mm Hub. Das ergab 1593 cm³ Hubraum. Er war mit 9 Cheval fiscal eingestuft. Die Motorleistung ist nicht überliefert. Einziger bekannter Aufbau war zunächst ein Torpedo mit vier Sitzen.
1919 fertigte Bernard nach einer Lizenz vom Delage weitere 400 Fahrzeuge dieses Typs. Nun waren neben den viersitzigen Torpedo auch zweitürige Limousinen erhältlich. Der Preis von 18.000 bzw. 20.000 Franc lag allerdings höher als bei einem vergleichbaren Citroën Typ A, der zu der Zeit 16.500 Franc kostete.

## Stückzahlen und überlebende Fahrzeuge
Peter Jacobs vom Delage Register of Great Britain erstellte im Oktober 2006 eine Übersicht über Produktionszahlen und die Anzahl von Fahrzeugen, die noch existieren. Seine Angaben zu den Bauzeiten weichen in einigen Fällen von den Angaben der Buchautoren ab. Stückzahlen zu den Modellen vor dem Ersten Weltkrieg sind unbekannt. Für dieses Modell nennt er die Bauzeit von 1914 bis 1918. Es existieren noch sieben Fahrzeuge.